# Lipniczanka (dopływ Lipnicy)
Lipniczanka – potok w Polsce, dopływ Lipnicy, położony w gminie Lipnica Wielka (powiat nowotarski).
Źródła Lipniczanki znajdują się na południowych stokach Babiej Góry tuż przy samej granicy ze Słowacją, na wysokości 1120–1240 m n.p.m., a więc po części już w granicach Babiogórskiego Parku Narodowego. Spływa początkowo w kierunku południowym, z czasem wykręcając ku południowemu wschodowi.
W górnym biegu Lipniczanki jej prawobrzeżnym dopływem jest m.in. Przywarówka, która uchodzi do niej na wysokości 753 m n.p.m. w przysiółku Przywarówka, a dopływem lewobrzeżnym – Szumiący Potok, który uchodzi do Lipniczanki na wysokości ok. 723 m n.p.m., w niższej części tego przysiółka. W dolnym biegu Lipniczanka przyjmuje z obu stron szereg drobniejszych cieków wodnych.
W osiedlu Lipnicy Wielkiej o nazwie Skoczykówka, na wysokości 666 m n.p.m., Lipniczanka łączy się z lewobrzeżnym potokiem Kiczorka, tworząc odtąd potok Lipnicę.
Na prawym brzegu Lipniczanki znajduje się objęte ochroną źródło siarczkowe o nazwie Źródło Jacka